# Fluoron
Fluoron (auch Xanthen-3-on) ist eine heterocyclische chemische Verbindung. Es bildet den Grundkörper der Farbstoffe Fluorescein, Erythrosin, Rhodamin und der Eosine (Eosin B und Eosin Y). Es ist isomer zum Xanthon (Xanthen-9-on).

## Herstellung von Fluoronen
Fluorone können durch Umsetzung von Aldehyden mit 1,2,4-Trihydroxybenzol beziehungsweise dessen Triacetat hergestellt, wobei zunächst die Leukoverbindung und daraus durch Oxidation mit Luftsauerstoff oder Wasserstoffperoxid das Fluoron entsteht.